# الانتخابات الرئاسية الفلسطينية 2005
انتخابات الرئاسة الفلسطينية 2005 هي أول انتخابات رئاسية بعد رحيل ياسر عرفات، وثاني انتخابات رئاسية منذ تأسيس السلطة الوطنية الفلسطينية وإجراء انتخابات الرئاسة الفلسطينية 1996، جرت الانتخابات في التاسع من يناير، وانتخب لأول مرة سكان الضفة الغربية وقطاع غزة والقدس الشرقية، وتنافس على الرئاسة الفلسطينية 7 مرشحين، فيما قاطعت كل من حركة حماس والجهاد الإسلامي الانتخابات، وبلغ عدد الناخبين 802,077 ناخب، وقد فاز محمود عباس أبومازن في الانتخابات بنسبة 62.52%، ليكون الرئيس الثاني للسلطة الفلسطينية.

## المدن المشاركة في الانتخابات
في الضفة الغربية: طوباس، جنين، طولكرم، نابلس، قلقيلية، سلفيت، أريحا، رام الله، القدس الشرقية، بيت لحم، الخليل.
في قطاع غزة: بيت لاهيا، بيت حانون، جباليا، غزة، دير البلح، خانيونس، رفح.
وقد وزعت مراكز الاقتراع على 16 دائرة انتخابية في الضفة الغربية وقطاع غزة.

## المرشحون
| المرشح            | الحزب                             | نبذة |
| ----------------- | --------------------------------- | --- |
| محمود عباس        | حركة فتح                          | من مواليد صفد 1935 وتولى منصب أول رئيس وزراء فلسطيني عام 2003، وترأس اللجنة التنفيذية لمنظمة التحرير الفلسطينية بعد وفاة ياسر عرفات. |
| مصطفى البرغوثي    | مستقل                             | من مواليد القدس 1954 ويحمل شهادة في الطب، وحائز على جوائز عدة منها جائزة منظمة الصحة العالمية.                                       |
| تيسير خالد        | الجبهة الديموقراطية لتحرير فلسطين | من مواليد نابلس 1941، ويحمل دكتوراه في الاقتصاد والعلوم السياسية.                                                                    |
| بسام الصالحي      | حزب الشعب                         | من مواليد مخيم الأمعري عام 1960 وهو أمين عام حزب الشعب.                                                                              |
| عبد الكريم شبير   | مستقل                             | من مواليد خانيونس 1959 ويحمل دكتوراه في القانون الدولي.                                                                              |
| السيد حسين بركة   | إسلامي مستقل                      | من مواليد بني سهيلا 1956، وهو خريج من كلية الآداب من جامعة الإسكندرية.                                                               |
| عبد الحليم الأشقر | إسلامي مستقل                      | من مواليد طولكرم عام 1958، وهو خريج جامعة بيرزيت 1982.                                                                               |

## المراقبون الدوليون
شارك في مراقبة هذه الانتخابات 450 مراقبا دوليا من 66 دولة إضافة إلى 23 ألف مراقب من هيئات الرقابة المحلية، وقد شارك الرئيس الأمريكي الأسبق جيمي كارتر ومسؤؤل السياسة الخارجية للإتحاد الأوروبي خافيير سولانا ورئيس وزراء فرنسا الأسبق ميشيل روكار في الإشراف على الانتخابات.

## نتائج الانتخابات
فاز محمود عباس «أبو مازن» في انتخابات الرئاسة الفلسطينية 2005 بنسبة 62.52%، ليكون بذلك أول رئيس بعد وفاة ياسر عرفات، وقد أتى في المركز الثاني مصطفى البرغوثي بنسبة 19.48%، وكان في المركز الثالث تيسير خالد بنسبة 3.35%، وكانت الأوراق الباطلة بنسبة 3.82% والأوراق البيضاء بنسبة 3.39%.
| المرشح                                                                                | الحزب                            | الأصوات                  | %     |
| ------------------------------------------------------------------------------------- | -------------------------------- | ------------------------ | ----- |
| محمود عباس                                                                            | فتح                              | 501,448                  | 62.52 |
| مصطفى البرغوثي                                                                        | مستقل                            | 156,227                  | 19.48 |
| تيسير خالد                                                                            | الجبهة الديمقراطية لتحرير فلسطين | 26,848                   | 3.35  |
| عبد الحليم الأشقر                                                                     | مستقل                            | 22,171                   | 2.76  |
| بسام الصالحي                                                                          | حزب الشعب الفلسطيني              | 21,429                   | 2.67  |
| حسين بركة                                                                             | مستقل                            | 10,406                   | 1.30  |
| عبد الكريم شبير                                                                       | مستقل                            | 5,717                    | 0.71  |
| أوراق باطلة                                                                           |                                  | 30,672                   | 3.82  |
| أوراق فارغة                                                                           |                                  | 27,159                   | 3.39  |
| المجموع (نسبة التصويت %)                                                              | المجموع (نسبة التصويت %)         | المجموع (نسبة التصويت %) | 100%  |
| المصدر: لجنة الانتخابات المركزية الفلسطينية نتائج الانتخابات العامة الفلسطينية، 2005. |                                  |                          |       |

## الحواجز الإسرائيلية
أثرت قوات الاحتلال الإسرائيلي تأثيرا سلبياً على حملات الدعاية الانتخابية للمرشحين. وخلفت القيود المفروضة على حرية الحركة بشكل مباشر على قدرة المرشحين على التنقل بحرية بين الدوائر الانتخابية المختلفة وحال دون تمكنهم من الترويج لبرامجهم الانتخابية.